# Josh Kloss
Joshua Kloss (14 gennaio 1981) è un modello e attore statunitense.

## Biografia
Joshua Kloss nasce negli Stati Uniti il 14 gennaio 1981 e ha intrapreso la carriera di modello alternandola a quella di attore che ha avviato nel 2003 recitando nel ruolo di Saunders in alcuni episodi della prima stagione di The O.C.. Ha inoltre scritto, prodotto, diretto e interpretato un cortometraggio intitolato Switch and Hedges, nel 2009.
Nel 2010 è scelto per vestire i panni del fidanzato di Katy Perry nel video di Teenage Dream, secondo singolo estratto dal secondo album di inediti della popstar, Teenage Dream. Sul finire dello stesso anno, è consultato anche dalla cantante Erika Jayne che lo sceglie per il video di One Hot Pleasure, in cui lo accarezza intimamente.
Kurv, magazine specializzato nella moda, lo ha scelto per un editoriale nel 2011, affidando la sua immagine al Giuliano Bekor. È inoltre stato fotografato per rivista Monologue da Brian Kaminiski, su GQ di agosto 2011 insieme a Kate Upton.
Josh Kloss è stato protagonista del catalogo Luigi Bianchi Mantova, della campagna promozionale di Skeechers (insieme a Kim Kardashian), è stato inoltre testimonial del marchio Pal Zileri.

## Filmografia
- The O.C., serie TV, 5 episodi (2003)

## Agenzie
- Pinkerton Model Agency - Los Angeles
- Ford Models - Parigi
- Red Models - New York
- D Management - Milano